# Herdade da Aroeira
A Herdade da Aroeira localiza-se na parte sul da Aroeira, a 25km do centro de Lisboa e a apenas 600 metros da praia da Fonte da Telha, sendo que é um dos maiores complexos residenciais e de golfe do país.

## História

### Projeto e anos 70
O projeto para este complexo de luxo nesta propriedade da Charneca da Caparica foi idealizado nos anos 70 pelo Grupo Sousa Machado. Nos anos seguintes, tornou-se um complexo de luxo onde convivia a alta sociedade política e ali funcionava o Clube de Campo da Aroeira, que era apenas frequentado por uma classe social abastada, inclusivamente pelas figuras mais proeminentes do Estado Novo, como Marcello Caetano ou Moreira Baptista.
Até ao 25 de Abril, a propriedade do clube era da família Sousa Machado e foi loteada para venda, mas a sua promoção não correu bem devido ao processo de ocupação pelos trabalhadores, aquando das denúncias sobre as dívidas que o engenheiro Francisco Sousa Machado tinha contraído em Angola. Numa reportagem, ainda disponível na RTP Arquivos, a comissão de trabalhadores da Aroeira alegava que uma parte dessas dívidas era referente à transferência ilegal de capitais e ao contrabando de diamantes.

### Anos 90
Com as dificuldades de viabilização do projeto, só nos anos 90 é que a herdade conheceu um novo proprietário. Joaquim Silveira comprou o extenso terreno e foi a partir daí que o projeto começou a ser promovido como um dos mais luxuosos empreendimentos residenciais do país. Entretanto, o Grupo SIL afastou-se do projeto e os lotes foram vendidos a particulares.

### Teleférico da Aroeira (2000)
Em 2000, um projecto para a construção de um teleférico, ligando a praia da Fonte da Telha à Herdade da Aroeira, foi apresentado pelo Grupo SIL, proprietário deste empreendimento; este projecto recebeu o apoio da Câmara Municipal de Almada mas também críticas ao seu impacto ambiental por parte do I. C. N.  e da Quercus.  O projecto foi rejeitado em 17 de novembro de 2000 por despacho do secretário de Estado do Ambiente, Rui Gonçalves, pelo seu impacto ambiental não minimizável e por escasso interesse público, dada a previsível utilização ser limitada a inquilinos da Herdade. 

### Atualidade
Atualmente, é a zona mais cara da margem sul, onde habitam milhares de pessoas, incluindo vários jogadores de futebol, pelo que a empresa responsável pela segurança do condomínio é a mesma do SL Benfica. No tempo em que ainda pertencia à família Sousa Machado, só era possível frequentar a herdade com um cartão, no entanto, agora a entrada não é tão exclusiva, tendo a Câmara Municipal de Almada um papel mais relevante, tendo a responsabilidade da manutenção dos espaços verdes, das normais tarefas de higiene e limpeza urbana, conservação de arruamentos, infraestruturas, ordenamento da circulação do trânsito e proteção civil dos moradores passado para a câmara, com o apoio da Aprha (Associação de proprietários e residentes da Herdade da Aroeira).
Em 2023, a empresa de gestão de ativos Arrow Global adquiriu os campos de golfe da Aroeira, assim como 102.256 metros quadrados de terrenos. No fim de 2024, os campos de golfe passaram a chamar-se PGA Aroeira Lisboa, tornando a Aroeira o único campo PGA National em Portugal. Em maio de 2025, a gestora de ativos lançou o empreendimento Aroeira Collections by Missoni, as primeiras branded residences da marca de moda italiana Missoni na Europa, de onde faz parte um hotel de 5 estrelas com 138 quartos, 40 apartamentos e 54 moradias.

## Campos de golfe

### PGA Aroeira 1
O PGA Aroeira 1, anteriormente conhecido como Aroeira I e Aroeira Pines Classic, é um campo de 18 buracos desenhado pelo arquitecto Frank Pennick, que foi inaugurado em 1973. Consta na lista dos “100 melhores campos Europeus” pela revista Golf World, tendo recebido o Open de Portugal em 1996 e 1997, diversos Ladies Open, os Amateur Champioship Gentleman & Ladies em 2010 e 2011 e mais recentemente o European Men Clubs Trophy 2013.

### PGA Aroeira 2
O PGA Aroeira 2, anteriormente conhecido como Aroeira II e Aroeira Challenge, é um campo de 18 buracos desenhado pelo arquitecto Donald Steel para cumprir com as recomendações do European Tour, de forma a receber eventos de alta competição, que foi inaugurado em abril de 2000. Consta na lista dos “100 melhores campos Europeus” pela revista Golf World e foi anfitrião durante vários anos do Qualifying School of Ladies European Tour e de várias edições do Ladies Open of Portugal.

## Outras infraestruturas
Para além dos dois campos de golfe, o condomínio conta com:
- Golf Clubhouse
- Zona de comércio (Restaurante, farmácia, etc)
- Hotel de quatro estrelas
- Piscina comum
- 3 campos de ténis
- 1 campo de padel
- 1 campo de pickleball

## Associação de Proprietários e Residentes
Criada em 1994, a APRHA (Associação de Proprietários e Residentes da Herdade da Aroeira) serve como uma forma de "promover, proteger e defender os interesses coletivos dos seus associados e dos proprietários da Herdade em geral, no âmbito da segurança, defesa do ambiente e condições sanitárias, bem como, de modo geral, promover a qualidade de vida na Herdade da Aroeira".